# Cierre de la Verja de Gibraltar
El cierre de la Verja de Gibraltar se refiere al período histórico en las relaciones hispano-británicas entre 1969 y 1982, durante el que la Verja de Gibraltar permaneció totalmente bloqueada, quedando también prohibido el tránsito aéreo hasta 2006. En 1966 las telecomunicaciones fueron cortadas, militarizando a los trabajadores de Telefónica, para juzgarlos por lo militar en caso de negarse. Manuel Cámara cortó el cable de teléfonos dejando Gibraltar incomunicada entre España y dicha colonia, así como la conexión por transbordador entre Algeciras (Cádiz) y el Peñón  debiendo la colonia británica abastecerse a través de vías específicas alternativas.

## Historia

### Antecedentes
En el año 1946, una vez finalizada la Segunda Guerra Mundial, la recién creada Organización de las Naciones Unidas declaró a Gibraltar como un "territorio no autónomo" pendiente de descolonización. Empezaron así más de veinte años de negociaciones entre los gobiernos de España y el Reino Unido de Gran Bretaña e Irlanda del Norte para devolver la soberanía del Peñón a sus legítimos propietarios, exiliados desde 1704. En 1953 el gobierno español reclamó la devolución del Peñón en virtud de supuestos acuerdos hispano-británicos alcanzados previamente, sin obtener respuesta por parte del gobierno de Londres. Tras esto, en 1954, coincidiendo con la visita de la reina Isabel II del Reino Unido a Gibraltar, España empezó a tomar las primeras medias de protesta. El consulado español en Gibraltar fue clausurado y el paso de españoles, trabajadores o turistas, a Gibraltar fue prohibido por las autoridades españolas durante los días en las que la reina británica permaneció en la colonia. Tras la aprobación por parte de la Asamblea General de la ONU de dos resoluciones sobre el tema (2231 (XXI), "Cuestión de Gibraltar" y 2353 (XXII), "Cuestión de Gibraltar"), se realizó la primera propuesta formal de devolución, llevada a cabo el 16 de mayo de 1966 por el Ministro de Asuntos Exteriores Fernando María Castiella, en nombre del Gobierno de España. En ella se solicitaba la anulación del Tratado de Utrecht. El Gobierno británico rechazó contundentemente esta propuesta. Una consulta censitaria fue convocada en Gibraltar el 10 de septiembre de 1967, denominada "referéndum de soberanía". La consulta, que no reunió las garantías democráticas más básicas, arrojó más del 99 por ciento de votos en contra de la devolución del Peñón a España. El Reino Unido ratificó una nueva legislación principal para el territorio en 1969, dando paso a la creación del llamado "Gobierno de Gibraltar".

### Inicio y mantenimiento del cierre

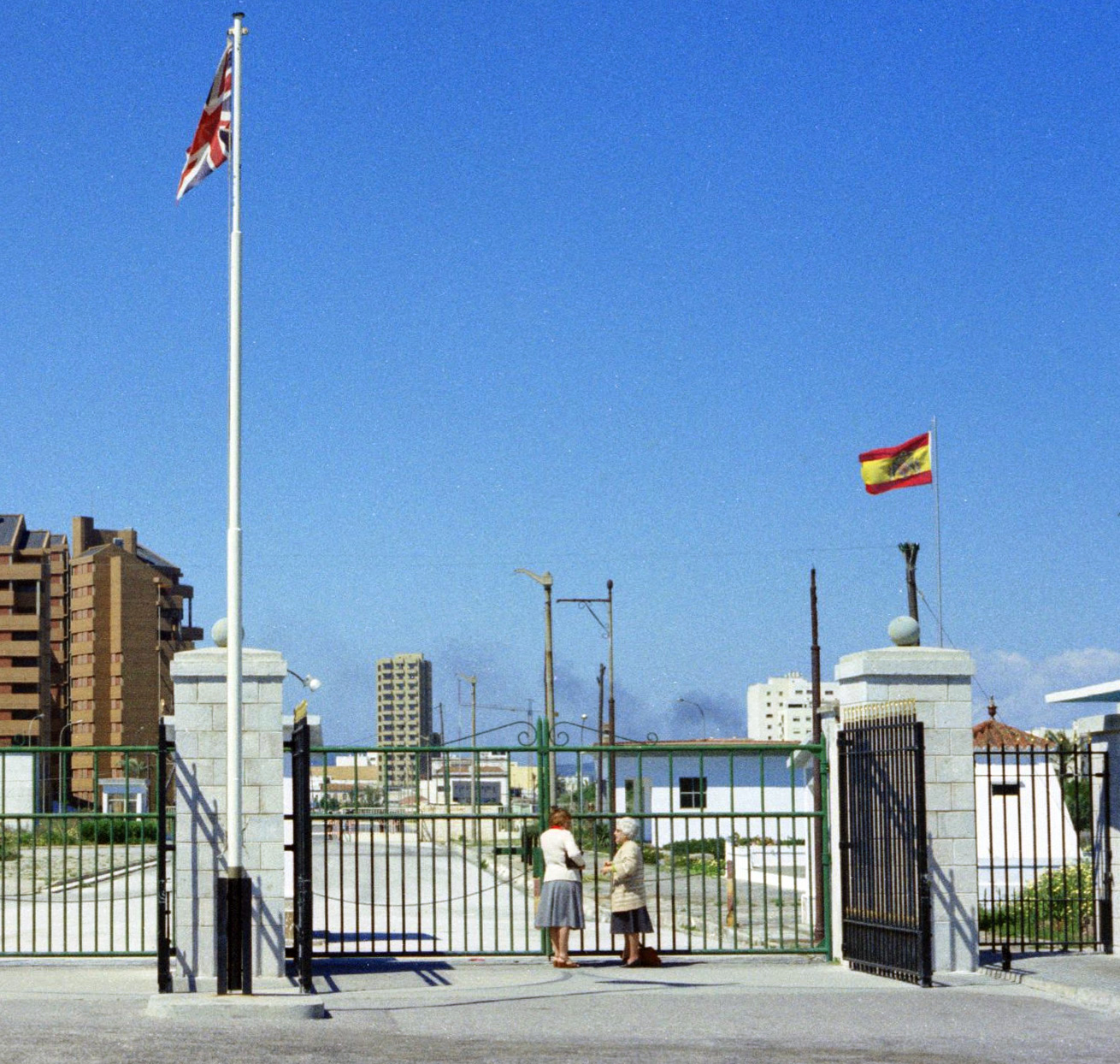
La Verja cerrada, en 1977, vista desde el lado británico.

En respuesta a estos resultados, y a que aviones de guerra británicos comenzaron a hostigar a la población de La Línea de la Concepción (Cádiz) violando el espacio aéreo español, el Jefe del Estado español, el general Francisco Franco, ordenó el cierre permanente de la Verja el 8 de junio de 1969 y el corte de todas las comunicaciones de España con el Peñón. Esto incluía las conexiones terrestres para peatones y vehículos, las conexiones aéreas directas entre Gibraltar y España, la conexión marítima del transbordador entre Algeciras (Cádiz) y el Peñón, así como las conexiones de telecomunicaciones. Como resultado de esto, más de 4.800 ciudadanos españoles perdieron sus empleos en Gibraltar, lo que dio lugar al inicio de una depresión económica en la inmediata comarca del Campo de Gibraltar.
Por iniciativa española, se congelan las conversaciones con Reino Unido sobre Gibraltar en mayo de 1973, hasta que el 30 de mayo de 1974, y a solicitud de la parte británica, se reanudaron. Durante el tiempo en el que las autoridades españolas mantuvieron la Verja cerrada y las conversaciones sobre el futuro de la colonia británica detenidas, el Gobierno español de la época decidió, intentando así presionar aún más a Gibraltar, urbanizar todo el suelo neutral entre esta valla y la antigua Línea de Contravalación, que hoy en día se corresponde con la Avenida del Ejército de la ciudad linense. En este espacio fueron construidos, entre otras instalaciones, el puerto, el Palacio de Congresos, la estación de autobuses, el Parque Municipal y el estadio de fútbol de la Real Balompédica Linense, todos ellos adscritos al municipio de La Línea de la Concepción (Cádiz). La posición española de cierre de la verja se mantuvo sin cambios durante el resto del tiempo de vigencia del régimen franquista.
Tras la muerte de Franco (coronación del rey Juan Carlos I en 1975, reforma política de 1976, elecciones generales de 1977, Constitución de 1978 y elecciones generales de 1979) y la llegada de los primeros gobiernos democráticos (Adolfo Suárez y Leopoldo Calvo-Sotelo), el cierre de la frontera permaneció, demostrando que el contencioso trascendía los regímenes políticos de ambos países. El 18 de noviembre de 1976, la Asamblea General de la ONU, había llamado a los Gobiernos español y británico al inicio de negociaciones sobre el problema de Gibraltar. Finalmente el 10 de abril de 1980 el ministro de Exteriores de España, Marcelino Oreja, y su homólogo del Reino Unido, Peter Carington, firmaron la Declaración de Lisboa, comprometiéndose a resolver el problema de Gibraltar y acordando restablecer las comunicaciones directas en la región, lo que sin embargo no se llevó a la práctica de forma inmediata.

### Fin del cierre terrestre
Se puso fin al bloqueo para el tránsito de peatones el 14 de diciembre de 1982, siete años después de la muerte de Franco, al inicio de la presidencia española de Felipe González. Terminaban así 13 años de bloqueo terrestre y aislamiento del Peñón, en la acción más hostil por parte de España hacia Gibraltar desde el sitio de Gibraltar entre 1779 y 1783. Tras esta primera apertura al tránsito de peatones, permanecieron sin embargo el resto de restricciones establecidas en junio de 1969. Se produjo entonces un nuevo acuerdo hispano-británico, la Declaración de Bruselas del 27 de noviembre de 1984, firmada por el ministro de Asuntos Exteriores de España, Fernando Morán, y el Secretario de Relaciones Exteriores del Reino Unido y de la Commonwealth, Geoffrey Howe, con el objeto de implementar lo acordado en la Declaración de Lisboa de 1980. De forma progresiva, se ampliaron las condiciones de circulación, pero pasarían sin embargo décadas hasta el restablecimiento de algunas otras de las formas de comunicación cortadas en 1969.

### Restablecimiento de otras comunicaciones
La Verja fue abierta a la circulación de vehículos el 5 de febrero de 1985, al ser esta una de las condiciones exigidas por Bruselas para la entrada de España en la Comunidad Económica Europea. Tres nuevas propuestas de devolución fueron realizadas por la parte española y rechazadas por la parte británico-gibraltareña en 1985, 1997 y 2002, sin que en estas ocasiones tuviera consecuencias, y si que avanzase más en el restablecimiento de algunas de las condiciones de comunicación cortadas desde 1969.
Como resultado del Acuerdo de Córdoba del 18 de septiembre de 2006 entre Gibraltar, el Reino Unido y España, el Gobierno español aceptó relajar los controles en la frontera, facilitando el paso de ciudadanos y transporte entre ambos territorios; el Gobierno británico, por su parte, incrementaría el importe de las pensiones a los trabajadores españoles que habían perdido sus trabajos en Gibraltar durante el período de 1969 a 1982. Como resultado, los enlaces aéreos entre España y Gibraltar fueron restaurados en diciembre de 2006 y las restricciones en las telecomunicaciones fueron levantadas en febrero de 2007. La conexión por transbordador entre Algeciras (Cádiz) y el Peñón, fue restablecida en diciembre de 2009.